# Collection philosophique

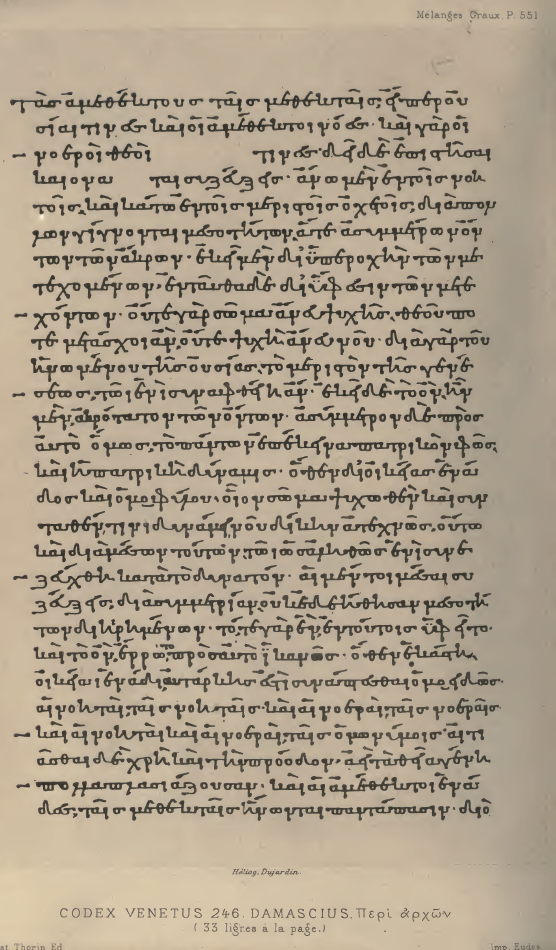
Une page du Marcianus gr. 246.

La Collection philosophique est un groupe de manuscrits grecs contenant essentiellement des œuvres philosophiques, en particulier de tendance platonisante (Platon, Proclus, Damascius, Olympiodore, Simplicius, Jean Philopon), ce dont rend compte l'expression « collection platonicienne » par laquelle on la désigne aussi. Son existence a été signalée pour la première fois en 1893 par T. W. Allen ; ces manuscrits sont datés du troisième quart du IXe siècle, ce qui correspond à la période dite de la renaissance macédonienne, dont ils constituent l'un des fleurons, et semblent avoir appartenu à un érudit byzantin intéressé par la philosophie, et d'abord par Platon et ses « successeurs » (διάδοχοι).

## Description de la collection

### Caractéristiques générales
Allen a identifié ce groupe de manuscrits comme formant un ensemble sur la base de critères tant codicologiques que paléographiques. Concernant la définition des traits communs à tous ces manuscrits, le lecteur se reportera à la bibliographie.

### Les manuscrits de la collection
Westerink a divisé les manuscrits de la collection en deux groupes en prenant pour critère l'identité du scribe. La classification des différentes mains suit la synthèse la plus récente, celle de Cavallo.

#### La première main
Un premier groupe est constitué de six manuscrits que l'on peut attribuer au même copiste :
1. Parisinus graecus 1807[9], désigné par le sigle A dans les éditions de Platon. Ce manuscrit, exceptionnel d'un point de vue paléographique pour la pureté du type de minuscule qu'il documente, contient les tétralogies VIII et IX de Platon, ainsi que les Définitions et les dialogues apocryphes circulant sous son nom. De ce fait, il est admis qu'il constitue la seconde partie d'un exemplaire des œuvres de Platon en deux volumes, dont le premier est perdu sous sa forme d'origine. L'étude la plus récente à laquelle il a donné lieu est l'article d'Henri Dominique Saffrey, « Retour sur le Parisinus graecus 1807, le manuscrit A de Platon », dans C. D'Ancona (dir.), The Libraries of the Neoplatonists, Leiden, Brill, 2007, p. 3-28. Pour l'auteur, le tome I de ce Platon en deux volumes « serait l’archétype du Marcianus app. gr. IV 1 (sigle T) » (op. cit., p. 3), ce qui rejoint les positions de Diller[10] et de Carlini[11] ;
2. Parisinus graecus 1962, qui contient des conférences de Maxime de Tyr (fol. 1-145) et l'Enseignement des doctrines de Platon d'Alcinoos (fol. 147-175 recto) ;
3. Laurentianus 80,9 + Vaticanus graecus 2197, qui contient le Commentaire sur la République de Platon de Proclus. Bien qu'Allen mette en doute l'identité du copiste, celle-ci a été confirmée par Wilhem Kroll, Robert Devreese[12] et John Whittaker[13]. Les travaux les plus récents confirment cette attribution[14] ;
4. Parisinus suppl. graecus 921, qui contient onze feuillets d'un palimpseste du Commentaire sur le Timée de Platon de Proclus ;
5. Marcianus graecus 246, le manuscrit A de Damascius, témoin unique des principaux écrits de cet auteur (Traité des premiers principes et Commentaire sur le Parménide de Platon). Une étude exhaustive en est donnée par Westerink dans son édition du texte[15]. Le copiste a inséré des corrections, des commentaires et des scolies qui témoignent d'une grande compétence tant philologique que philosophique. Le manuscrit comporte également des corrections de la main du cardinal Bessarion, son premier propriétaire connu ;
6. Palatinus Heidelbergensis graecus 398, qui comprend des géographes mineurs[16], une chrestomathie de Strabon, des extraits de mythographes et de doxographes, ainsi que des correspondances (fictives) diverses[17]. D'après Cavallo, il reste à vérifier « si le codex a ou non été écrit en collaboration avec une autre main »[18].

#### Les autres mains
Un deuxième groupe est constitué de manuscrits copiés par d'autres mains, mais provenant du même scriptorium :
1. Deuxième main (a)[20] :
  - Marcianus graecus 258, qui contient les Scripta minora d'Alexandre d'Aphrodise (Questions, apocryphes à l'exception du livre IV, Traité de l'âme et Traité du destin, à ne pas confondre avec le Traité de la providence transmis uniquement en arabe[21]) (folios 1 à 324) et le De tempore de Zacharie de Chalcédoine, un contemporain de Photius ;
  - Vaticanus graecus 2249, qui contient les œuvres du Pseudo-Denys l'Aréopagite (Traité des Noms divins, Hiérarchie céleste, Hiérarchie ecclésiastique, Théologie mystique et Lettres) (fol. 1-163) et la Thérapeutique de Théodoret de Cyr (fol. 164-320) ;
  - Vaticanus graecus 1594, qui contient l'Almageste (Μαθηματική σύνταξις) de Ptolémée (folios 1 à 277) ;
  - Parisinus graecus 2575, palimpseste du Commentaire de Simplicius aux Catégories d'Aristote[22] ;
2. Deuxième main (b) :
  - Laurentianus 28.27, qui contient le De actionum auspiciis de Maxime d'Éphèse (folios 1 à 8) et les Apotelesmatica du Pseudo-Manéthon (verso du folio 8 à recto du folio 48) ;
  - Parisinus graecus 2575, palimpseste du commentaire d'Ammonius au De interpretatione d'Aristote ;
3. Troisième main : Marcianus graecus 196, qui comprend des commentaires néoplatoniciens de dialogues de Platon : Commentaires d'Olympiodore sur le Gorgias, l'Alcibiade et le Phédon ; Commentaires de Damascius sur le Phédon et le Philèbe (plus précisément, il s'agit dans tous les cas non pas d'œuvres écrites par ces auteurs, mais de notes de cours sur les dialogues concernés[23]). Ces deux derniers commentaires ont été faussement attribués à Olympiodore ; c'est L. G. Westerink qui a démontré qu'ils devaient être en fait de Damascius[24] ;
4. Quatrième main : Marcianus graecus 226, qui contient les livres V à VIII du Commentaire de Simplicius à la Physique d'Aristote (folios 1 à 381) ;
5. Cinquième main : Marcianus graecus 236, qui contient le traité Sur l'éternité du monde contre Proclus de Jean Philopon. Ce manuscrit a été exclu de la collection par Allen, mais y est inclus par Jean Irigoin[25] (qui en explique les propriétés atypiques par son ancienneté supposée).

La question se pose de savoir s'il faut inclure dans la Collection philosophique deux manuscrits contenant des œuvres d'Aristote :
1. le Vindobonensis phil. graecus 100 (Physique, De caelo, De generatione et corruptione, Météorologiques d'Aristote aux folios 1 à 127, Métaphysique de Théophraste aux folios 134 (verso) à 137 et Métaphysique d'Aristote aux folios 138 à 201) ;
2. Parisinus suppl. graecus 1156 (fragment de l'Histoire des animaux d'Aristote).

Elle n'est pas tranchée pour le moment.
Hormis ces manuscrits conservés, on a pu suggérer que certains manuscrits perdus auraient appartenu à la Collection philosophique. En raison du caractère nécessairement conjectural de ces attributions, elles ne sont pas détaillées ici ; le lecteur intéressé pourra se reporter à la liste qu'en dresse Westerink.